# Laura de Córdoba
Laura de Córdoba, viuda y mártir (n/d-†864), fue una religiosa y mártir hispanocristiana. Una de los 48 Mártires de Córdoba.
Pertenecía a una noble familia y además estaba casada con un importante funcionario del emirato independiente cordobés. Al quedar viuda entró en el monasterio de Santa María de Córdoba, llegando incluso a ser abadesa. Proclamó en público su fe cristiana y el emir Muhammad I la mandó prender y azotar. Al ver que no renegaba del cristianismo, fue llevada a los más duros castigos de varas antes de ser sumergida en una caldera de plomo hirviendo, su muerte fue el 19 de octubre del año 864.
Su festividad se celebra el 19 de octubre.